# Lijst van afleveringen van Spoorloos verdwenen
Dit is een lijst van afleveringen van de Nederlandse politieserie Spoorloos verdwenen.

## Seizoen 1 (2006)
| Afl. | Titel                     | Uitzenddatum NL | Zaak | Gastrollen |
| ---- | ------------------------- | --------------- | --- | --- |
| 1    | Het verdwenen adoptiekind | 5 januari 2006  | Een adoptiekind uit Brazilië wordt op het vliegtuig gezet naar Nederland, maar verschijnt niet in de aankomsthal op Schiphol. Haar adoptieouders doen aangifte van vermissing en het team Vermiste Personen komt in actie.                                                                     | Angelica de Beer, Madeleen Driesen, Katja Herbers, Albertine de Kanter, Vincent Lodder, Wilma Peperkamp, Soraya Sanchez, Jobst Schnibbe, Pieter Tiddens                                |
| 2    | De verdwenen echtgenote   | 12 januari 2006 | Marina Smeets verdwijnt na een afspraak met haar tandarts. Ze zou met haar man later die dag hun huwelijksjubileum vieren. Een andere zaak, een overval op een tankstation waarbij een van de overvallers werd neergeschoten, lijkt met de verdwijning te maken te hebben.                     | Adriaan Adriaanse, Herman Egbers, Mimi Ferrer, Takeshi Ishikawa, Casper Knipscheer, Ellen van der Koogh, Hugo Maerten, Mimoun Oaïssa, Ingrid Willemse, Helmert Woudenberg              |
| 3    | De verdwenen wethouder    | 19 januari 2006 | Wethouder Joop Jongkind wordt als vermist opgegeven door zijn vrouw. Hij bleek geregeld prostituees te bezoeken en had veelvuldig contact met een journalist. | Leny Breederveld, Paul Hoes, Priscilla Knetemann, Hadewych Minis, Dirk van der Pol, Sylvia Poorta, Dries Smits, Hylke van Sprundel, Aisa Winter                                        |
| 4    | De verdwenen ouders       | 26 januari 2006 | Marijke Groen, dochter van een rijk echtpaar, komt na jaren haar ouders in Nederland opzoeken. De buurman vertelt haar dat haar ouders naar Australië zijn vertrokken om haar op te zoeken. De dochter doet aangifte bij de politie en verdenkt de buurman van de verdwijning van haar ouders. | Hein van der Heijden, Jelka van Houten, Boumadian Jaghi, Ad van Kempen, Ricky Koole, Gaby Milder                                                                                       |
| 5    | De verdwenen voetballer   | 2 februari 2006 | Een jonge veelbelovende voetballer uit Afrika wordt vermist. Hij werd voor vele miljoenen aangekocht en zou diezelfde avond de eerste wedstrijd bij zijn nieuwe club spelen. | Wynand Chocolaad, Flip Filz, Annet Malherbe, Rutger le Poole, Peggy Jane de Schepper, Sophie van Winden, René van Zinnicq Bergmann                                                     |
| 6    | De verdwenen dochter      | 9 februari 2006 | De dochter van een rijke weduwe wordt vermist. De tiener bleek omgang te hebben met een groep neonazi's. | Mischa Hulshof, Adriënne Kleiweg, Paulien Leussink, Maris Lubbersen, Mike Meijer, Klemens Patijn, Pieternel Pouwels, Bright Omansa Richards, Frits Sissing, Derk-Jan Warrink           |
| 7    | De verdwenen student      | 2 maart 2006    | Een student die met zijn vriendin naar haar ouders op Bonaire zou gaan, komt niet opdagen op het vliegveld. De twintiger bleek ineens over veel geld te beschikken. | Kenneth Herdigein, Dennis Luyf, Guido Pollemans, Jan Pontier, Dennis Rudge, Terence Schreurs                                                                                           |
| 8    | De verdwenen bruidegom    | 9 maart 2006    | Axel gaat met zijn echtgenoot Brigitte Bos hun trouwdag in een landhuis vieren, maar hij verdwijnt nadat hij gebeld wordt tijdens de huwelijksnacht. | Nyncke Beekhuyzen, Reyhan Erdogan, Turan Furat, Meral Polat, Jeroen Spitzenberger, Leopold Witte                                                                                       |
| 9    | De verdwenen moeder       | 16 maart 2006   | Een godsdienstfanaat doet aangifte van vermissing van zijn vrouw. Ze vertrok met een koffer en is al dagen bij hem weg. Was zij op zoek naar hun losgeslagen dochter of werd ze mishandeld door haar man?                                                                                      | Fehd El Ouali, Claudia de Graaf, Frederik de Groot, Marieke de Kleine, Ad Knippels, Gijs Naber, Mirjam Sternheim, Yoka Verbeek                                                         |
| 10   | De verdwenen actrice      | 23 maart 2006   | Nadat er een aanslag wordt gepleegd op uitgever Marco Donker doet Jos Donker, de zwager van actrice Tina Berg, aangifte van vermissing van zijn schoonzuster. Hij vermoedt dat een gevaarlijke motorbende, de Snakes, er meer mee te maken heeft.                                              | Roland Ernst, Cees Geel, Marcel Hensema, Hugo Metsers, Gordon Nutt, Frank Ribbens, Linda van der Steen                                                                                 |
| 11   | De verdwenen huisarts     | 30 maart 2006   | Een huisarts wordt vermist en zijn echtgenote, die gescheiden van hem leeft, doet aangifte van vermissing. Uit onderzoek blijkt dat de huisarts een homoseksuele verhouding heeft met een derderangs pornoacteur en iets te maken heeft met de verdwijning van een journalist.                 | Jacqueline Blom, Lukas Dijkema, Nora Kretz, Erik Lentjes, Arent-Jan Linde, Tjesco Massaro, André de Vries                                                                              |
| 12   | De verdwenen Française    | 6 april 2006    | Een jonge Franse toeriste verdwijnt plotseling. In deze zaak raakt Nick ernstig betrokken, temeer omdat hij denkt dat de Française zijn liefdeskindje is. | Jappe Claes, Guus Dam, Steye van Dam, Tonnie Dinjens, Flip Filz, Loes Haverkort, Ellis van Maarseveen, Anouk van Nes, Loek Peters, Kietje Sewrattan, Sophie Tabouret, Erik van 't Wout |
| 13   | De verdwenen commissaris  | 13 april 2006   | Mark Houtman, een politiecommissaris en een oude vlam van Heleen, verdwijnt vlak voor zijn pensioen zonder een spoor achter te laten. | René van Asten, Joost Demmers, Roosmarijn Luyten, Alice Reys, Josée Ruiter, Joke Tjalsma, Joop Wittermans                                                                              |

## Seizoen 2 (2007)
| Afl. | Titel                    | Uitzenddatum NL  | Kijkcijfers | Zaak | Gastrollen |
| ---- | ------------------------ | ---------------- | ----------- | --- | --- |
| 1    | De verdwenen anesthesist | 6 januari 2007   | 896.000     | Na een ruzie met de zoon van een overleden patiënt, verdwijnt de anesthesist spoorloos. De vondst van een zwerver brengt de zaak in een ander daglicht. | Dorijn Curvers, Peter Drost, Annemieke van der Ploeg, Sieger Sloot, Freark Smink, Loes Wouterson                                                            |
| 2    | De verdwenen zangeres    | 13 januari 2007  | 815.000     | De Surinaamse zangeres Mala Brampasjin komt niet opdagen bij haar eerste studio-opname. Manager Peter Pette, die haar naar Nederland haalde, doet aangifte van vermissing. | Ronald van Beest, Carolina Dijkhuizen, Marcel Faber, Edward Haak, Kasper van Kooten, Anniek Pheifer                                                         |
| 3    | De verdwenen Pool        | 20 januari 2007  |             | Een Poolse arbeider, die met zijn dochter naar Nederland zou komen, wordt vermist. Nick krijgt intussen te maken met Theo Duizen, een extreemrechtse politicus die eist dat Nick zijn dochter opspoort, die samen met haar Marokkaanse vriend uit huis is vertrokken.                                                                              | Kristen Denkers, Georges Devdariani, Theo Pont, Léon Roeven, Hicham Chairi Slaimani, Dimme Treurniet, Sascha Visser                                         |
| 4    | De verdwenen stiefmoeder | 27 januari 2007  |             | Esther Isselman, een rijke joodse weduwe, wordt vermist na de opening van haar tentoonstelling. Stiefdochter Miriam Wijnstok verdenkt de huisvriend van haar stiefmoeder, de flamboyante Alexander Bergen die een miljoen erft als Esther overlijdt. Daarnaast is een oude jeugdliefde van Esther na bezoek aan de tentoonstelling gewond geraakt. | Manon Alving, Gustav Borreman, Bart Klever, Jaap Maarleveld, Leonoor Pauw                                                                                   |
| 5    | De verdwenen journalist  | 3 februari 2007  | 883.000     | Een journalist die bijna vader gaat worden, wordt vermist. Hij was bezig met een zaak op een boerderij. De laatste persoon die hem gebeld heeft, ligt zwaargewond in het ziekenhuis. | Eveline Caudri, Dennis Coenen, Ids van der Krieke, Clemens Levert, Gertian Maassen, Marike Mingelen, Elisabeth van Nimwegen, Sem Veeger, Adriaan Veldhuizen |
| 6    | De verdwenen stuurman    | 10 februari 2007 |             | Een stuurman zou zijn vergaan op een vrachtschip, maar een vrouw meent dat zij hem diezelfde nacht gewond naar het ziekenhuis heeft gebracht. Daarna is hij echter weer verdwenen. | Mattijn Hartemink, Meriyem Menebi, Peggy Sandaal, Lotte Verbeek, Maarten Wansink, Rick Wiessenhaan, Daphne de Winkel                                        |
| 7    | De verdwenen gevangene   | 17 februari 2007 | 783.000     | Een ex-gedetineerde verdwijnt op de dag van zijn vrijlating. Zijn moeder doet aangifte van vermissing, omdat haar zoon heel graag weer voor zijn dochter wilde zorgen. Max lijkt getuige te zijn in de zaak. | Jim Berghout, Kees Boot, Willem Eggersman, Flip Filz, Wim van der Grijn, Pauline Hogendoorn, Jan Willem Jurg, Agaath Meulenbroek, Louise Seyffert           |
| 8    | De verdwenen kraakster   | 24 februari 2007 | 1.050.000   | Een televisiepresentator is bezorgd om zijn dochter met wie hij al jaren geen contact meer heeft. Hij vraagt het team Vermiste Personen naar haar te zoeken nadat haar hond wordt doodgeschoten in een park. | Martin de Boer, Filip Bolluyt, Casper Gimbrère, Marc Klein Essink, Christian Peterssen, Lieke Pijnappels, Mads Wittermans                                   |
| 9    | De verdwenen leraar      | 3 maart 2007     |             | Een biologieleraar wordt vermist. Het onderzoek toont aan dat de man mentor was van een klas met probleemkinderen. De leraar blijft zelf ook niet onbesproken als een van zijn leerlingen, met wie hij half bloot op een foto staat, niet thuis verschijnt.                                                                                        | Juliette van Ardenne, Ronald de Bruin, Wouter de Jong, Tessa Schram, Wiske Sterringa, Carly Wijs                                                            |
| 10   | De verdwenen vroedvrouw  | 10 maart 2007    |             | Een vroedvrouw is het hele weekend niet thuis geweest na een ruzie. Haar man, die haar verdenkt van overspel, doet toch aangifte van vermissing als blijkt dat zij ook niet op haar werk is verschenen. | Cynthia Abma, Gwen Eckhaus, Genio de Groot, Ellen Petri, Barbara Pouwels, Jurgen Stein, Harriët Stroet, Ronald Top                                          |

## Seizoen 3 (2008)
| Afl. | Seizoen | Titel                    | Uitzenddatum NL   | Uitzenddatum BE | Kijkcijfers NL  |
| --- | ------- | ------------------------ | ----------------- | --------------- | --------------- |
| 1 | 3       | De verdwenen pastoor     | 4 september 2008  | 27 mei 2008     | 957.000         |
| Het team van Spoorloos Verdwenen doet onderzoek naar de verdwijning van pastoor Jan Simons. Hij liep rond met een groot geheim na een biecht. Twee moeilijk opvoedbare kinderen en een escortgirl zijn bij de zaak betrokken. Gastrollen - Menno van Beekum - Koster den Braber - Marguerite de Brauw - Lucy van Hilst - Remco Melles - Pastoor Jan Simons - Tobias Nierop - Karsten van Wijk - Fleur Renes - Denise Meyer - Samir Veen - Jeffrey de Graaf - Juul Vrijdag - Louise Jansen |         |                          |                   |                 |                 |
| 2 | 3       | De verdwenen baby        | 11 september 2008 | 3 juni 2008     | 960.000 kijkers |
| De baby van een Turkse vrouw wordt op klaarlichte dag in een winkelstraat ontvoerd. Meral Kramer verdenkt haar man Matthijs, zij beweert dat de bekende voetballer haar mishandelde. Gastrollen - Ebru Akyildiz - Meral Kramer - Bas Keijzer - Matthijs Kramer - Sinan Cihangir - Kemal Aziz - Rajiv Girwar - Brian Russell - Annemieke Bakker - Jacqueline Doré - Sadettin Kirmiziyüz - Ali Turan - Natasja Loturco - Moeder |         |                          |                   |                 |                 |
| 3 | 3       | De verdwenen droomprins  | 18 september 2008 | 10 juni 2008    | 746.000 kijkers |
| Sonja van Moersel is dolgelukkig met haar nieuwe vriend, Hans de Leeuw. 's Avonds moet Hans plotseling naar zijn werk, maar hij keert nooit meer terug. Het team komt erachter dat deze man er verschillende namen op na houdt. Gastrollen - Mary-Lou van Steenis - Sonja van Moersel - Michaël van Buuren - Bart van Swieten - Harpert Michielsen - Hans de Leeuw - Patrick Stoof - Wilco Rynders - Mauro Ungredda - Peter Stibbe |         |                          |                   |                 |                 |
| 4 | 3       | De verdwenen tiener      | 25 september 2008 | 17 juni 2008    | 782.000 kijkers |
| Tessa heeft er grote moeite mee dat haar vader een leidinggevende militair in Uruzgan is. Ze laat dat dan ook duidelijk merken. Haar vader is woedend wanneer ze weigert mee te gaan naar een huldigingsceremonie. Als de ouders na de ceremonie weer thuiskomen, is Tessa verdwenen. Gastrollen - Narsingh Balwantsingh - Ayaz Khan - Hunter Bussemaker - Marc Scharing - Mirjam de Rooij - Cécile Blok - Raymond Thiry - Johan Blok - Lore Dijkman - Tessa Blok - Nelleke Zitman - Kim Scharing |         |                          |                   |                 |                 |
| 5 | 3       | De verdwenen DJ          | 2 oktober 2008    | 24 juni 2008    | 631.000 kijkers |
| Een nachtclubeigenaar doet aangifte van de vermissing van een populaire diskjockey. Er was een belangrijke afspraak in verband met een nieuwe uitgave, maar de dj is niet op komen dagen. Tijdens het onderzoek blijken muziek en drugs hand in hand te gaan. Gastrollen - Hans Dagelet - Laurens Faber - Margien van Doesen - Clara Prins - Jim de Groot - DJ Patrick Wildschut - Martin Hofstra - Jos Thijssen - Liliana de Vries - Jasmijn Stender |         |                          |                   |                 |                 |
| 6 | 3       | De verdwenen bankier     | 9 oktober 2008    | 1 juli 2008     | 910.000 kijkers |
| Een vennoot van de Spenglerbank komt zijn vrouw en kinderen na een vakantie niet van het vliegveld halen. Zijn echtgenote maakt zich erg ongerust. Navraag bij de zwager van de vermiste, tevens eigenaar van de familiebank levert aanvankelijk niets op. Uiteindelijk zal blijken dat de vermiste bankier met een groot probleem worstelde. Gastrollen - Vastert van Aardenne - Arthur Snoek - Lieke-Rosa Altink - Elizabeth Snoek - Dic van Duin - Eduard Sprengler - Jos van Hulst - Rogier Berghman - Ilja Tammen - Dina Hendrix |         |                          |                   |                 |                 |
| 7 | 3       | De verdwenen stagiaire   | 16 oktober 2008   | 8 juli 2008     | 954.000 kijkers |
| Emilie moet 's avonds nog een klusje klaren in het museum voor archeologie waar ze stage loopt. Haar vriendin wacht vol ongeduld op haar thuiskomst. Ze wil graag om 12 uur 's nachts samen haar verjaardag vieren. Emilie komt echter niet opdagen. Het team raakt verzeild in de wetenschappelijke wereld vol ambitie en jaloezie. Gastrollen - Wil van der Meer - Ruud Langeberg - Ghislaine Pierie - Kristel Fernandes - Onno Roozen - Henk Bruyne - Joy Wielkens - Emilie Fisher - Koen Wouterse - Jasper Leenders |         |                          |                   |                 |                 |
| 8 | 3       | De verdwenen psychiater  | 23 oktober 2008   | 15 juli 2008    | 692.000 kijkers |
| Door bezuinigingen wordt een psychiatrisch patiënte te vroeg naar huis gestuurd. Haar behandelend arts is er getuige van dat ze een einde aan haar leven maakt door van het dak van haar ouderlijk huis te springen. De volgende dag verschijnt de arts niet op haar werk. Haar baas schakelt het team in. Timo en Max gaan op onderzoek uit en belanden in de voor hen onbekende wereld van patiënten en psychiaters. Gastrollen - Heidi Alemans - Amanda Vorstenbosch - Eva Damen - Renate Moret - Juda Goslinga - Pepijn de Bree - Titus Tiel Groenestege - Daniël Vorstenbosch - Carolien Jilesen - Tini Lambrechts - Finn Poncin - Marius van Doorn |         |                          |                   |                 |                 |
| 9 | 3       | De verdwenen date        | 30 oktober 2008   | 22 juli 2008    | 900.000 kijkers |
| Aangespoord door haar zus heeft een jonge weduwe na lang aarzelen een internetdate. Ze heeft beloofd na afloop haar zusje te bellen om te vertellen hoe het is gegaan. Ze belt niet, wat niets voor haar is. Ook beantwoordt ze haar mobiele telefoon niet. Haar zus is doodongerust en voelt zich vreselijk schuldig. Gastrollen - Reinout Bussemaker als Thomas Bremer - Margo Dames als Ingeborg Oosterhuis - Koen Franse als Ben Oosterhuis - Leo Janssen als Felix van Alphen - Lou Lou Rhemrev als Maaike Bremer - Jorrit Ruijs als Henk Woudstra                                                                                                  |         |                          |                   |                 |                 |
| 10 | 3       | De verdwenen rechercheur | 6 november 2008   | 29 juli 2008    |                 |
| In deze laatste aflevering wacht Timo een aangename verrassing die overigens bij Max niet erg goed valt. Dat is ook de reden dat ze na het werk niet samen vertrekken. De volgende morgen verschijnt Timo niet op kantoor. Hij is die nacht ook niet thuisgekomen. Zijn ongeruste vriendin roept de hulp van het team in. Gastrollen - Annelieke Bouwers als Didi Franken - Reinier Bulder als Leo van Schijndel - Matteo van der Grijn als Stefan Hetting |         |                          |                   |                 |                 |

## Trivia
- Seizoen één speelde zich vooral af in de buurt van Zaandam. In seizoen twee en drie werden veel scènes opgenomen in de regio Rotterdam.
- Regisseur Erik van 't Wout speelde in seizoen één een gastrol ('De verdwenen Française').
- Gwen Eckhaus, scenarioschrijfster van de serie, speelde in seizoen twee een gastrol ('De verdwenen vroedvrouw').
- Rick Wiessenhaan, die de special effects verzorgde in de montage voor het gehele tweede seizoen, speelde in dat jaargang ook een gastrol ('De verdwenen stuurman').
- Actrice Jelka van Houten verzorgde onder andere de rekwisieten voor het programma. In seizoen één had ze ook een kleine gastrol ('De verdwenen ouders').
- Voormalig Opsporing Verzocht-presentator Frits Sissing speelde zichzelf in seizoen één ('De verdwenen dochter').
- Flip Filz kwam meerdere malen voor in de serie als man van de technische recherche.
- Wim van der Grijn en zijn zoon Matteo van der Grijn speelden beiden een rol in de serie.
- In de allerlaatste aflevering ('De verdwenen rechercheur') speelde Annelieke Bouwers de vriendin van agent Timo de Brauw, alias Cas Jansen. In het echte leven is het stel ook een koppel.
- Seizoen drie werd in België eerder uitgezonden dan in Nederland. Dit vanwege de veranderde programmering van de serie.